# Vision Nova Arcueil
Maillots
Vision Nova est un club français de futsal fondé en 2002 et basé à Arcueil dans le Val-de-Marne.

## Histoire

### Débuts réussis (2002-2008)
Amigo Yonkeu et Rachid Yagoub se rencontrent en pratiquant le football, et se consacrent ensemble aux jeunes d'Arcueil. En mars 2002, ils créent l'association loi de 1901 « Vision Nova ». Au moment de sa création, il s'agit de créer un club de football en salle à la demande des jeunes des quartiers. Le club prend ensuite pour vocation de renouer le dialogue entre les différentes générations et communautés au moyen d'échanges culturels, sociaux et sportifs,.
Dès la vague de vandalisme survenue dans les quartiers d'Arcueil à la fin de l'année 2002, les membres de l'association agissent par l'organisation de matchs amicaux où ils réunissent les jeunes pour dialoguer et calmer les tensions entre certaines cités.
Lors de la saison 2004-2005, Vision Nova atteint les demi-finales de la Coupe de France et remporte le championnat Série 2 de la Ligue de Paris-Île-de-France de football.
Promu en Série 1 francilienne 2005-2006, l'équipe enchaîne un second titre consécutif.

### Club national (2008-2014)
Le Vision Nova Arcueil participe au Challenge national 2008-2009, seconde édition de la compétition.
Pour l'exercice 2009-2010, le club est retenu pour prendre part à la première saison du Championnat de France de futsal. Fin janvier 2010, Vison Nova s'incline 3-2 chez l'AJM Faches-Thumenil, malgré un doublé de Rasamoely.
En novembre 2010, Arcueil s'impose 8-0 face au Roubaix Futsal. Mais la saison 2010-2011 en Championnat de France voit l'équipe être reléguée au niveau régional.
Redescendu en Division d'honneur de la Ligue Paris-ÎdF, Vision Nova est champion de DH 2011-2012 et remonte immédiatement dans l'élite national.
Promu en Championnat de France 2012-2013, l'équipe est avant-dernière du groupe A (poule nord) fin février 2013 avec quatorze défaite en seize journées. Il perd de nouveau début mars 2013 dans match de mal classés à Longwy (10e), où Arcueil (11e) s'incline 5-3.
L'équipe est reléguée mais poursuit au niveau national, en Division 2 créée en 2013-2014, mais ne s'y maintient pas non-plus.

## Identité, structure et image

### Statut des joueurs et du club
Vision Nova est une association loi de 1901 affiliée à la Fédération française de football sous le numéro 550211. Il réfère aux antennes délocalisées de la FFF, la Ligue de Paris-Île-de-France et le District départemental du Val-de-Marne.
Les joueurs ont soit un statut bénévole, amateur ou de semi-professionnel sous contrat fédéral.

### Infrastructures
Son siège social est anciennement situé au 23 rue Clément Ader à Arcueil. En octobre 2022, il est au 12 impasse Clément Ader de la même ville.
Les équipes de Vision Nova accueillent leurs adversaires dans les gymnases Caisse Dépôts Consignation et Maurice Bigot de la ville d'Arcueil. Lors de la saison 2012-2013, le club est contraint de s'exiler à Bagneux en raison de la fermeture temporaire du gymnase Maurice Bigot.

### Aspect financier
Lors de la saison 2012-2013 en Division 1 nationale, le budget du club est de 35 000 €, loin derrière les clubs majeurs de France, estimés alors à 100 000 €.

## Palmarès

### Titres et trophées
- Série 1 / DH - Paris-Île-de-France (2)
  - Champion : 2005-06 et 2011-12[2]

### Bilan par saison
| Saison    | Championnat                    | Championnat | Championnat | Championnat | Championnat | Championnat | Championnat | Championnat | Championnat | Championnat | Coupe de France       |
| Saison    | Division                       | Class.      | Pts         | M           | V           | N           | D           | Bp          | Bc          | Diff.       | Coupe de France       |
| --------- | ------------------------------ | ----------- | ----------- | ----------- | ----------- | ----------- | ----------- | ----------- | ----------- | ----------- | --------------------- |
| 2002-2003 |                                |             |             |             |             |             |             |             |             |             | ?                     |
| 2003-2004 |                                |             |             |             |             |             |             |             |             |             | ?                     |
| 2004-2005 | Série 2 - Paris IdF            | 1er         |             |             |             |             |             |             |             |             | demi-finaliste        |
| 2005-2006 | Série 1 - Paris IdF            | 1er         |             |             |             |             |             |             |             |             | ?                     |
| 2006-2007 |                                |             |             |             |             |             |             |             |             |             | ?                     |
| 2007-2008 |                                |             |             |             |             |             |             |             |             |             | ?                     |
| 2008-2009 | Challenge national - grp. C    | 1er/7       | 19 pts      | 6           | 4           | 1           | 1           | 33          | 20          | +13         | ?                     |
| 2009-2010 | Championnat de France - grp. A | 5e/12       | 58 pts      | 22          | 12          | 0           | 10          | 107         | 84          | +23         | phase inter-régionale |
| 2010-2011 | Championnat de France - grp. A | 10e/12      | 41 pts      | 20          | 6           | 3           | 11          | 95          | 86          | +9          | finale régionale      |
| 2011-2012 | Division d'honneur - Paris IdF | 1er         |             |             |             |             |             |             |             |             | ?                     |
| 2012-2013 | Championnat de France - grp. A | 9e/12       | 30 pts      | 20          | 3           | 1           | 16          | 63          | 104         | -41         | ?                     |
| 2013-2014 | Division 2 - grp. A            | 8e/10       | 37 pts      | 18          | 5           | 4           | 9           | 85          | 95          | -10         | ?                     |
| 2014-2015 | Division d'honneur - Paris IdF |             |             |             |             |             |             |             |             |             | ?                     |
| 2015-2016 |                                |             |             |             |             |             |             |             |             |             | ?                     |
| 2016-2017 |                                |             |             |             |             |             |             |             |             |             | ?                     |
| 2017-2018 |                                |             |             |             |             |             |             |             |             |             | ?                     |
| 2018-2019 |                                |             |             |             |             |             |             |             |             |             | ?                     |
| 2019-2020 | Régional 2 - Paris IdF         |             |             |             |             |             |             |             |             |             | ?                     |
| 2020-2021 |                                |             |             |             |             |             |             |             |             |             | ?                     |
| 2021-2022 |                                |             |             |             |             |             |             |             |             |             | ?                     |
| 2022-2023 | Régional 3 - Paris IdF         |             |             |             |             |             |             |             |             |             | ?                     |

## Personnalités

### Dirigeants
Amigo Yonkeu et Rachid Yagoub fondent l'association Vision Nova en mars 2002. Amigo Yonkeu est par ailleurs conseiller municipal. En décembre 2012, Amigo Yonkeu est conseiller régional EE-LV à la région Île-de-France, conseiller délégué à la jeunesse à Arcueil, en plus d'être président de l'association Vision Nova.
En octobre 2022, les deux hommes sont toujours présents. Rachid Yagoub est le président et responsable technique, tandis que Amigo Yonkeu occupe les postes de secrétaire et trésorier.

### Entraîneurs
Rachid Yagoub est l'entraîneur de l'équipe lors de la saison 2012-2013 en Division 1 nationale.

### Joueurs notables
Entre 2009 et 2011, les futurs internationaux français Adrien Gasmi et les frères Mohammed, Abdessamad et Yassine, jouent au Vision Nova,,,.
Adama Dhée commence le futsal en 2012 au club, y reste aussi deux années et devient international français en 2019.